# Osmo Vallo

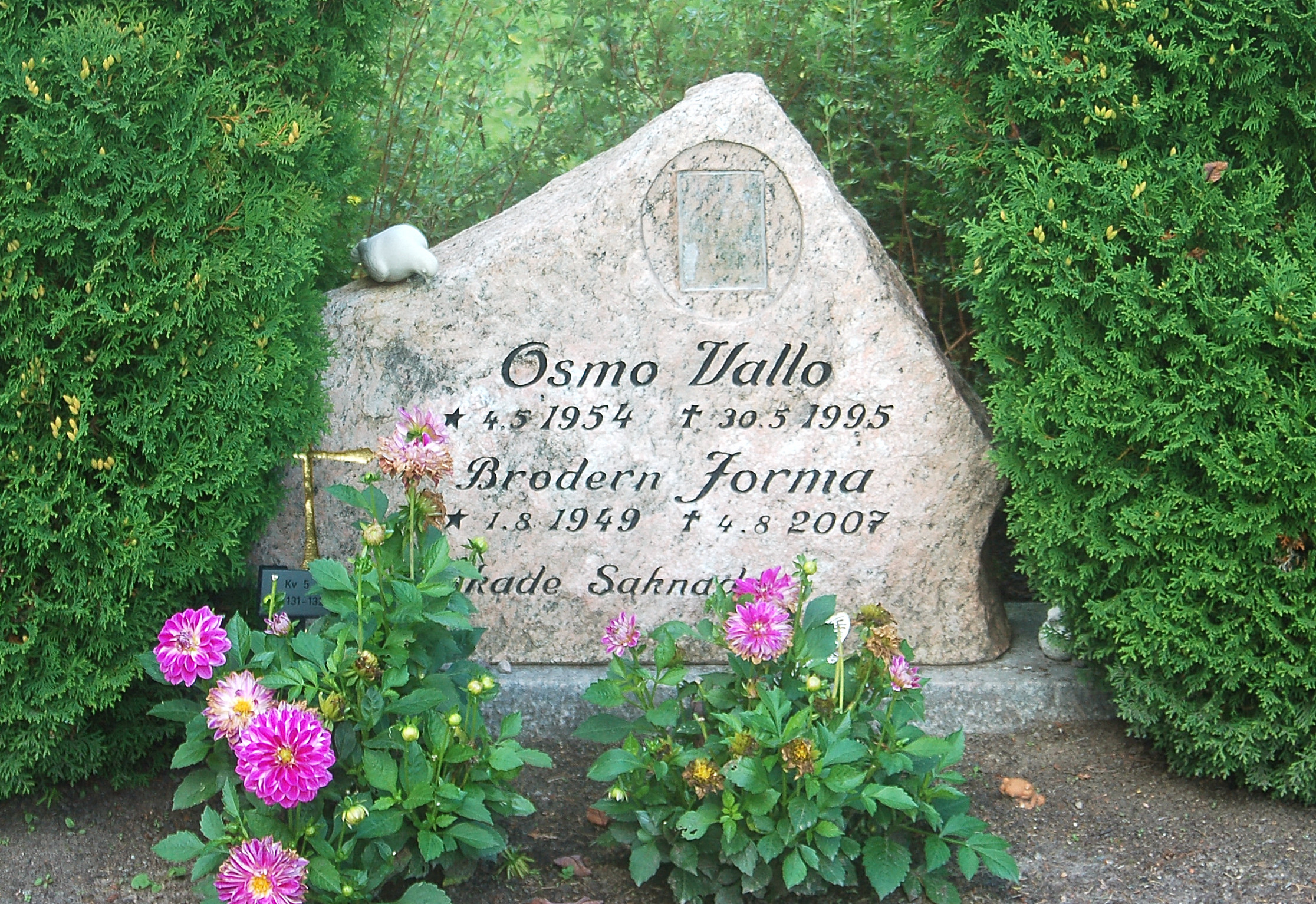
Minnesvård för Osmo Vallo (1954-1995).

Osmo Vallo, född 4 maj 1954 i Finland, död 30 maj 1995 i Karlstad, var en svensk man som avled efter ett våldsamt polisingripande. De polismän som grep Vallo dömdes till dagsböter för att de låtit en polishund attackera Vallo under gripandet. En av poliserna vid Vallos gripande var en tidigare medlem ur Baseballigan som hade flyttat till Karlstad. Efter en första obduktion avskrevs fallet som "plötslig död vid polisingripande".
Vittnesutsagor om vad som egentligen hände i bostadsområdet Kronoparken i Karlstad den aktuella dagen och kvällen är delvis skiljaktiga. Obestridliga fakta är att boende i området hade tillkallat polis eftersom de ansåg att Osmo Vallo hade uppträtt förvirrat och störande, att poliserna låtit sin hund bita Vallo, att gripandet dragit ut på tiden på grund av svårigheter att få Vallo att ge upp samt att man efter ett handgemäng i ett trapphus slutligen brottat ned och anbringat handfängsel på Vallo, varefter man upptäckte att han var livlös. Enligt flera ögonvittnen sparkade poliserna honom i ryggen samt stampade på honom då han låg på marken försedd med handbojor.
Fallet Osmo Vallo blev mycket uppmärksammat i media efter att det regionala programmet Tvärsnytt avslöjat och granskat fallet. Ett år senare följde totalt sju reportage som programmet Striptease gjorde i Sveriges Television och som granskade det rättsliga efterspelet då poliserna friades i förundersökningen efter dödsfallet.

## Bakgrund
Det var klockan 11:15 den 30 maj 1995 som polis tillkallades till Basungatan 48 i Karlstad för att undersöka ett bråk. När Osmo Vallo kom ut ur porten bussade polismännen sin hund på honom. Vallo som inte bar något vapen och enligt vittnen inte gjorde motstånd, gick in i porten igen och polisen följde efter. Man belade honom med handfängsel och tvingade ner honom på golvet. En av poliserna la upp sin ena känga på Vallos rygg och hoppade till. Därefter släpades han ut och lades i gräset utanför med ansiktet nedåt där man konstaterat att han var livlös. Åtta vittnen berättar hur en storvuxen polisman hoppade på Vallos rygg när han låg på marken fast i handfängsel. Ambulans tillkallades till platsen men inga återupplivningsförsök gjordes eftersom polismännen hade gjort bedömningen att man inte skulle hinna invänta ambulansen. Istället valde de att ta med den livlöse Osmo Vallo i polisbilen och sedan själva köra honom till sjukhuset där han dödförklarades.

## Rättsmedicinska undersökningar
Rättsmedicinsk undersökning och obduktion av Vallos döda kropp utfördes den 4 juni 1995 av rättsläkaren Erik Edston. Kollegan Henrik Druid förevisades obduktionsfynden och studerade sedermera även de mikroskopiska fynden och övriga uppgifter i ärendet. Vid obduktionen registrerades 39 sår och blåmärken på Vallos ansikte, ben och armar. I obduktionsrapporten angavs att dödsorsaken inte säkert kunnat fastställas, men att fysisk och psykisk ansträngning i anslutning till händelsen sannolikt varit av väsentlig betydelse för den dödliga utgången, samtidigt som skador av yttre våld inte betraktades som så omfattande att de skulle kunna förklara dödsfallet. 
Osmo Vallos mor lät dock inte begrava sin sons kropp, utan ville ha ytterligare undersökningar av oberoende experter. Rättsmedicinalverkets dåvarande generaldirektör Kurt Roos ombesörjde därför en andra obduktion. Denna utfördes av överläkarna och docenterna Göran Sköld och Robert Grundin under medverkan av professorerna Pekka Saukko och Jørn Simonsen från Åbo respektive Köpenhamn, drygt ett och ett halvt år efter dödsfallet. Vid denna andra obduktion bekräftades fynden från den första obduktionen, men dessutom fann man revbensfrakturer och blödningar i ryggens mjukdelar. Slutsatsen även från denna undersökning var dock att dödsorsaken inte säkert kunde fastställas, bland annat eftersom ingen dödande skada påvisats.
Osmo Vallos mor fortsatte dock att verka för att få fallet ytterligare undersökt. En tredje obduktion av Osmo Vallos kropp utfördes därför av Jan Lindberg och professor Jovan Rajs efter ytterligare ett drygt års nedfrysning och åtföljande upptining av kroppen. Vid denna undersökning bekräftades en del av tidigare undersökningsfynd, även revbensfrakturerna, men man fann dessutom fraktur på ytterligare ett revben. Rajs och Lindberg drog slutsatsen att ”såsom huvuddödsorsak måste betraktas det mot honom övade våldet”. Inte heller vid denna tredje obduktion, som utfördes mer än två och ett halvt år efter dödsfallet och således efter ytterligare nedbrytning av kroppen, kunde man dock påvisa någon specifik dödande skada. Rajs fäste vikt vid att en ryggkota saknades.

## Massmedias rapportering
Ursprungligen var det redaktören på Tvärsnytt, Kent Kmety, som avslöjade händelsen. Han skickade reportern Hans Tengland till bostadsområdet där händelsen ägde rum för att hitta eventuella vittnen. Han hittade åtta mycket upprörda vittnen till det våldsamma ingripandet. Tengland besökte också sjukhusets akutmottagning för att eventuellt få någon av vårdpersonalen att uttala sig. Det blev napp även där och den läkare som tog emot Vallos kropp ställde upp på intervju. Dessa vittnen och läkaren framträdde på kvällen i Tvärsnytt och händelsen avslöjades. Men det stora mediala genomslaget kom först när samma historia berättades av Janne Josefsson och Hannes Råstam i TV-programmet Striptease. Striptease använde sig till stor del av samma vittnen som framträdde i Tvärsnytt redan på kvällen för det olyckliga polisingripandet. 
Budskapet i TV-reportagen var att Osmo Vallo avled på grund av polisens övervåld, vilket genom rekonstruktioner förmedlades till tittarna. Andra journalister upprepade denna rapportering. Resultatet blev därför en debatt med tal om rättsröta. Denna rapportering uppfattades som ensidig bland annat av de rättsläkare som utfört den ursprungliga obduktionen.
För journalisterna Janne Josefsson och Hannes Råstam ledde reportagen till att de erhöll 1998 års Stora journalistpris för sin granskning av fallet Osmo Vallo. Modern till Vallo, Signe Modén, blev dessutom utnämnd till Årets svensk 1999 av radioprogrammet Efter tolv för sin envetna kamp för sin son. Man kan dock i efterhand konstatera att reportagen inte påverkade resultatet av de rättsliga prövningarna. 
Beskrivningen i Striptease-programmen innehöll anklagelser om att rättsläkarna och rättssystemet i övrigt ville skydda de poliser som gjorde ingripandet och därför mörklade observationer eller konstruerade ursäkter för brister i utredningen. Även om man inledningsvis ifrågasatte obduktionsresultatet kom reportagen alltmer att rikta in sig på felaktiga beslut av högre chefer, bland annat av Rättsmedicinalverkets dåvarande generaldirektör Kurt Roos, överåklagaren Folke Ljungvall med flera. Anklagelserna om jäv och personliga kopplingar mellan olika utredare kunde dock aldrig beläggas. Som kontrast till denna diskussion om jäv visades i ett av Striptease-programmen hur professor Jovan Rajs före den tredje obduktionen av Osmo Vallo kramar om Signe Modén och lovar att han ska ”lösa fallet”.

## Offentliga utredningar
För att utreda eventuella brister eller oegentligheter i samband med myndighetsutövning tillsatte regeringen en utredning som skulle ledas av landshövdingen i Västmanlands län, Mats Svegfors, publicist och tidigare chefredaktör för Svenska Dagbladet. Rättsmedicinalverket erbjöd utredningen att granska samtliga 17 dödsfall i samband med myndighetsingripanden, som då utretts vid de rättsmedicinska avdelningarna sedan verkets bildande 1991. Utredningen (SOU 2002:37) valde dock att i enlighet med sitt regeringsuppdrag bortse från dessa övriga fall och att fokusera på det material som rörde Osmo Vallo. 
Svegfors drog långtgående slutsatser om såväl rättsläkares attityder som utredningsmetoder. Dessa slutsatser ådrog sig betydande kritik från sakkunniga rättsläkare, en aspekt som inte uppmärksammades av media. Svegfors förslag ledde till ytterligare en statlig utredning, men resultatet av denna senare utredning (SOU 2006:103) var att Svegfors-utredningens slutsatser och förslag inte fick något gehör. 
Som underlag för Svegfors utredning fanns förutom den rättsmedicinska undersökningsrapporten en rad utlåtanden av olika sakkunniga, inklusive ett yttrande av Socialstyrelsens rättsliga råd. Rättsliga rådet instämde i allt väsentligt i de slutsatser som dragits i det ursprungliga utlåtandet av Erik Edston och även Rättsliga rådet konstaterade att det inte var möjligt att säkert fastställa dödsorsaken. Man menade dock att den mest troliga dödsorsaken var exciterat delirium, ett psykiatriskt hyperaktivitetstillstånd som kan uppkomma under påverkan av psykostimulantia och yttre stress. Det har offentligt redovisats att Vallo vid dödsfallet var påverkad av amfetamin och befann sig i ett uppenbart förvirringstillstånd.

## Rättsliga konsekvenser
År 1996 dömdes Christian Saax och Christer H, de båda polismän som grep Osmo Vallo, till 60 dagsböter för vållande till kroppsskada genom att deras polishund bitit honom. Granskningen av polisens internutredning, åklagarens handläggning och den rättsmedicinska utredningen gav inte stöd för att de påstådda bristerna skulle ha påverkat tolkningen av dödsfallet och tjänstefel kunde inte styrkas.